# فهرست تیره‌های گیاهی
تیره‌های گیاهی:

## تیره‌های مختلفعلف‌های هرز
- تیرهٔ چتریان (Apiaceae = Umbelliferae)
- تیرهٔ اسپرک (Resedaceae)
- تیرهٔ اسپند (Zygophyllaceae)
- تیرهٔ اسفناج (Chenopodiaceae)
- تیرهٔ آلالگان (Ranunculaceae)
- تیرهٔ بارهنگ (Plantaginaceae)
- تیرهٔ پامچال (Primulaceae)
- تیرهٔ پُدُفیلاسه (Podophyllaceae)
- تیرهٔ پنیرک (ختمی)(Malvaceae)
- تیرهٔ پیاز (Alliaceae)
- تیرهٔ پیچک (Convolvulaceae)
- تیرهٔ تاج‌خروس (Amaranthaceae)
- تیرهٔ ترشک (شبدر ترشک)(Oxalidaceae)
- تیرهٔ تیرکمان آبی (Alismataceae)
- تیرهٔ جنگیان (Cyperaceae)
- تیرهٔ حنا (Lythraceae)
- تیرهٔ خرفه (Portulacaceae)
- تیرهٔ خشخاش (Papaveraceae)
- تیرهٔ خواجه‌باشی (طوسک) Dipsacaceae = Dipsaceae
- تیرهٔ دم‌اسبیان (Equisetaceae)
- تیرهٔ روناس (Rubiaceae)
- تیرهٔ زنبق (Iridaceae)
- تیرهٔ سدابیان (Rutaceae)
- تیرهٔ سس (Cuscutaceae)
- تیرهٔ سازوئیان (Juncaceae)
- تیرهٔ سوسنیان (لاله) (Liliaceae)
- تیرهٔ سیب‌زمینی (Solanaceae)
- تیرهٔ شاهتره (Fumariaceae)
- تیرهٔ شب‌بو (Brassicaceae = Cruciferae)
- تیرهٔ شمعدانی (Geraniaceae)
- تیرهٔ عدسک آبی (Lemnaceae)
- تیرهٔ فرفیون (Euphorbiaceae)
- تیرهٔ کاسنی (مرکبان)
- تیرهٔ کور (علف مار)Capparidaceae = Capparaceae
- تیرهٔ گاوزبان (Boraginaceae)
- تیرهٔ گزنه (Urticaceae)
- تیرهٔ گل جالیز (Orobanchaceae)
- تیرهٔ گل میمون (Scrophulariaceae)
- تیرهٔ گل‌راعی (علف چای) (Hypericaceae)
- تیرهٔ گل‌سرخیان (Rosaceae)
- تیرهٔ گندمیان (Poaceae = Geraminae)
- تیرهٔ میخک (قرنفلیان)Charyophyllaceae
- تیرهٔ نخود (پروانه‌واران)- (Fabaceae - (Leguminosae = Papilionaceae
- تیرهٔ نرگس (Amaryllidaceae)
- تیرهٔ نعنا (Lamiaceae = Labiatae)
- تیرهٔ هفت‌بند(Polygonaceae)
- تیره کاسنی(مرکبیان) Compositae)Asteraceae)